# Czesław Budzyński
Czesław Budzyński (ur. 23 lipca 1932 w Kiczkach, zm. 10 grudnia 2010 w Warszawie) – polski poeta i powieściopisarz, członek Związku Literatów Polskich, w latach 1988–1991 dyplomata w Ambasadzie RP w Nikaragui.

## Twórczość literacka

### Powieści
Działalność literacką rozpoczął w latach licealnych, publikując pierwsze utwory poetyckie w gazetce szkolnej.
Pierwszą książką autora była historyczna powieść „W masywie Chontales”, wydana w 1994 roku przez Księgarnię św. Jacka w Katowicach. Jest to opowieść o działalności polskiego kapłana – o. Józefa Nieborowskiego w Ameryce Łacińskiej. Autor umieścił swoich bohaterów w świecie zgodnym z historią burzliwych czasów i warunkami, w których żyli i działali.
W 2003 roku, nakładem Domu Wydawniczego "Benkowski" z Białegostoku ukazała się opowieść o polskiej „Ambasadzie na Las Sierritas”, położonej na jednym ze wzgórz managuańskich o tej samej nazwie. Jest ona kontynuacją wątku nikaraguańskiego w twórczości Budzyńskiego. Jej akcja rozgrywa się w okresie transformacji ustrojowej Nikaragui, zbrojnego sprzeciwu opozycji i ustąpienia sandinistów, w okresie w którym także Polska jest w przededniu zmian ustrojowych, co odbija się na działalności placówki i komplikuje intrygi dyplomatów powiązanych ze służbami specjalnymi. Funkcjonowanie placówki jest zasadniczym elementem fabuły powieści.
W późniejszym czasie wydał jeszcze dwie powieści - "Sny Wdowy Salomei" oraz "Po śladach rodowej pamięci". Ostatnia, "Emilia", nie została ukończona.

### Poezja
W 2009 roku ukazał się zbiorek wierszy pt. „Kto my i jacy, polska historiozofiada poetycka” Przez pojęcie „historiozofiady” Budzyński rozumiał "fragmentaryczny przegląd polskiej historiozofii poetyckiej, czyli uogólnienie postawy historycznej różnych grup Polaków, głównie wobec spraw publicznych".
Oprócz tego ukazał się także zbiór poezji erotycznej "Bukiet Jesieni" (Warszawa 1996) oraz "W naporze fal i uniesień" (Warszawa 2009)

## Publicystyka
W trakcie pobytu w Nikaragui nawiązał współpracę z ogólnokrajowym dziennikiem „El Nuevo Diario”. Zajmował się na jego łamach promocją kultury polskiej i informacją prasową. W dziale „Para todos” ("Dla wszystkich") opublikował kilkadziesiąt hiszpańskojęzycznych opracowań i informacji o dziejach Polski, jej kulturze i obyczajach, a także dokonującej się w kraju transformacji ustrojowej.
Pochowany na cmentarzu Powązki Wojskowe w Warszawie (kwatera E-18-9).